# 福沢町 (太田市)
福沢町（ふくざわちょう）は、群馬県太田市にある地名（町丁）。郵便番号は373-0831。

## 概要
沢野地区にある町丁。太田市南部に位置する。

## 地理

### 近隣町丁
- 岩瀬川町
- 細谷町
- 富沢町
- 高林北町

## 世帯数と人口
2022年（令和4年）3月31日現在の世帯数と人口は以下の通りである。
| 町丁   | 世帯数  | 人口  |
| ------ | ------- | ----- |
| 福沢町 | 293世帯 | 777人 |

## 交通

### 鉄道
町内に鉄道は通っていない。

### 道路
- 埼玉県道・群馬県道301号妻沼小島太田線

## 施設
- 太田市立沢野小学校
- 太田市立沢野中央小学校